# Вукашин Мрнявчевич
Вукашин Мрнявчевич (серб. Вукашин Мрњавчевић; *бл. 1326 — †26 вересня 1371) — король сербів та греків у 1365—1371 роках.

## Життєпис

### Початок кар'єри
Був сином Мрняви, дрібномаєтного сербського шляхтича з Захум'є. Після завоювання останньої Боснії 1326 року Мрнява з родиною переїхав до міста Лівно. Тут народився Вукашин. Після сербського вторгнення до Боснії в 1350 році. Вукашин Мрнявчевич перейшов на службу до короля Стефана Уроша IV Душана. У 1350-х роках брав участь у підкорені Македонії. Вукашина Мрнявчевича було призначено жупаном Прілепи.

### Піднесення
Після смерті сербського імператора Стефана Душана у 1355 році його син Стефан Урош V виявився нездатним утримати в руках величезну державу, і на перші ролі в державі вийшли могутні сербські феодали, а також висунув претензії на трон Симеон Синіша, який став правителем Епіру й Фессалії. Спочатку на чільних ролях були представники старої сербської знаті. Втім вже у 1362 році Вукашин зумів стати союзником матері імператора — Олени, разом з якою сприяв укладанню мирної угоди з Дубровником.
Після смерті їхнього ватажка кнезом Воїслава Воїновича в 1363 році стали посилюватися провінційні феодали, перш за все, з грецьких земель. У цій ситуації брати Мрнявчевичі швидко піднялися і стали одними з найвпливовіших сербських аристократів. Шукаючи їх підтримки, в 1365 році Стефан Урош V зробив Вукашина своїм молодшим співправителем з титулом короля (його коронував сербський патріарх Сава IV), а Углеша — деспотом.

### Король
Спочатку Стефан Урош і Вукашин правили в гармонії. У монастирі святого Миколая у Псачі зберігся їх спільний портрет, де Стефан Урош V як старший за званням зображений праворуч, а Вукашин — ліворуч. Втім Вукашин швидко почав діяти як незалежний регіональний правитель. Він розширив свої володіння на північ до Ново-Брдо і Приштіни, куди переніс свою столицю. У 1365 році укладено союз з Джураджем I Балшичем
До 1369 році відбулося посилення сербських князів Ніколи Алтомановича і Лазара Хребеляновича. Розширення володінь Мрнявчевичів на північ, в напрямку косовських копалень, викликало їх невдоволення. 1369 року війська Вукашина Мрнявчевич та його брата зустрілися з військами Алтомановича й Хребеляновича у вирішальній битві на Косовому Полі. Втім Лазар Хребелянович вийшов з бою в самому початку бою, а Нікола Алтоманович був розбитий і ледве врятувався.
З цього часу Стефан Урош V практично зійшов з політичної сцени, і Вукашин Мрнявчевіч став діяти окремо від царя як суверенний володар. Наприкінці 1370 або початку 1371 року Вукашив проголосив сина Марко молодшим королем, відверто ігноруючи імператора Стефана Уроша V.
Тим часом Нікола Алтомановіч відійшов від поразки, якої зазнав від Вукашина і заручився підтримкою угорського короля Людовика I Анжу. Вукашин Мрнявчевич своєю чергою підтвердив союзи з родом Балшичів та Дубровницькою республікою. У червні 1371 року Вукашин і його син Марко на чолі величезного війська прибули до Балшича в Скадар, звідки планувалося рушити на Оногошт. Втім в останній момент плани союзників змінилися: на східних кордонах Сербії з'явилися османські війська, і Вукашина довелося повернутися додому.

### Загибель
Король Вукашин та його брат Углеш Мрнявчевич запланували вигнати османів з Балканського півострова, для чого здійснили похід на їхню столицю Едірне. Проте 26 вересня 1371 року в битві на річці Мариці військо Мрнявчевичів зазнало нищівної поразки від румелійського бейлербея Лала Шахін-паші, а обидва брати загинули. Навіть не вдалося знайти їхні тіла.

## Родина
Дружина — Олена
Діти:
- Марко (д/н—1395), король Сербії у 1371—1395 роках
- Андріяш (д/н-бл. 1399), сербський жупан
- Іваниш (д/н-1385)
- Дмитар (д/н-після 1407)
- Міліца
- Олівера (д/н-після 1371), дружина Джураджа I балшича, князя Зети